# 韶山4C型电力机车
韶山4C型电力机车（SS4C）是中国铁路使用的一种干线货运电力机车，由株洲电力机车厂在韶山4改型、韶山4B型电力机车的基础上于1997年研制成功，属于25吨轴重实验性机车，仅试制两台。均配属于北京铁路局石家庄电力机务段。

## 概要

### 背景
1990年代初，随着中国铁路运输的发展，货物列车的重量也不断提高，中华人民共和国铁道部于1993年对《铁路主要技术政策》进行了修订，要求“繁忙干线上旅客列车的最高时速140公里，货物列车最高时速90公里”，“货运电力、内燃机车的最大轴重增加到25吨”，1995年12月又发布了《铁路科技发展“九五”计划和2010年长期规划纲要》，要求在2000年前在京沪、京广、京哈、陇海等主要干线率先开行5000吨级重载货物列车，以提高货运列车牵引重量和速度。为发展重载货运干线机车，中国铁道部于1996年正式立项对25吨轴重的货运电力机车、柴油机车进行研究和试制。
按照铁道部的要求，中国铁路机车车辆工业总公司旗下的多家机车制造厂于第九个五年计划（1996年—2000年）期间，成功研制了一系列25吨轴重的机车，包括戚墅堰机车车辆厂的东风8B型柴油机车、北京二七机车厂的东风7E型柴油机车、大同机车厂的韶山7B型电力机车、以及株洲电力机车厂的韶山4C型电力机车。

### 试制

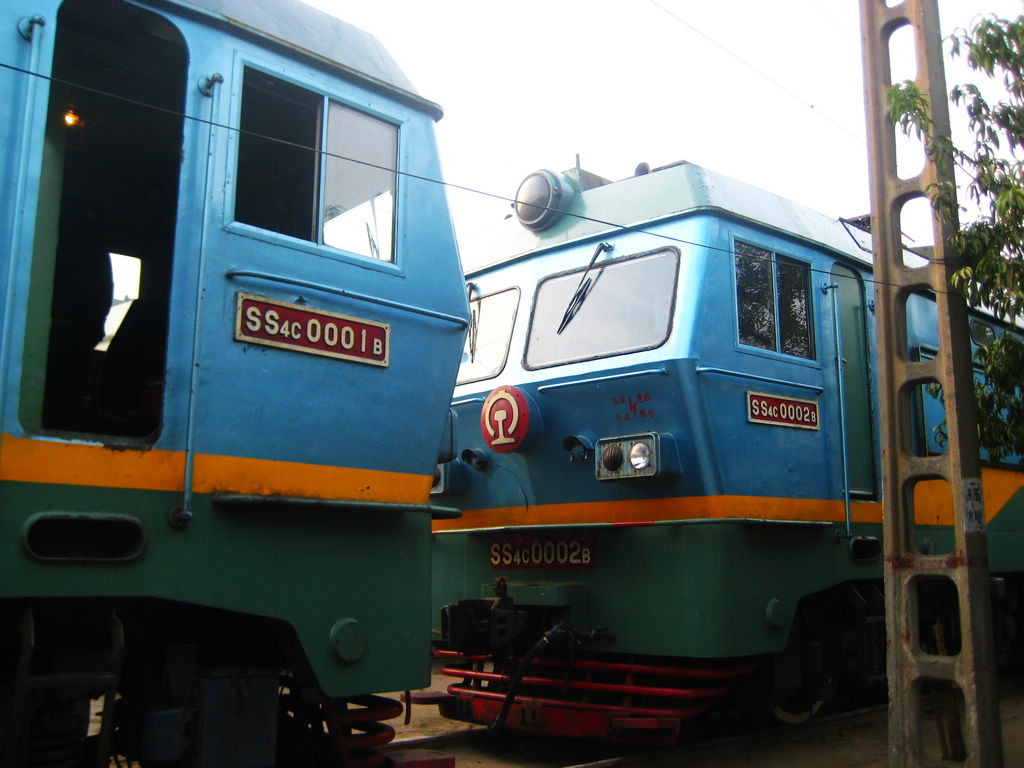
韶山4C型0001与0002号机车（2008年）

1997年12月，株洲电力机车厂与株洲电力机车研究所在韶山4改型、韶山4B型电力机车的基础上，试制了两台25吨轴重的韶山4C型电力机车（SS4C-0001、0002），成为继韶山7B型之后中国铁路第二种25吨轴重的电力机车。机车出厂后，先后赴北京环形铁道、宝成铁路进行性能试验，随后配属北京铁路局石家庄电力机务段（京局石段），运用于石太铁路担当重载货物列车的牵引任务。2001年，哈大铁路全线完成电气化改造后，韶山4C型机车曾经一度赴哈大铁路进行牵引试验。
但由于25吨轴重机车对机车整体性能提高有限，且受制于当时的线路条件，未能获得进一步推广使用。中国首批四种25吨轴重机车之中，除了东风8B型柴油机车成功投产，包括韶山4C型电力机车在内的其余三种车型，各试制两台后均未能批量生产。

## 技术特性
韶山4C型电力机车是双机重联的8轴大功率干线货运用电力机车，由两节完全相同的四轴机车通过中间车钩和橡胶联挂风挡连接而成，每节车为一个完整系统，设有一个司机室。两节机车之间设有内部电气重联控制电缆（内重联）和空气制动系统的重联控制风管，并有中间走廊连通，车顶设有25kV高压连接线，可由司机在任何一端司机室对机车进行控制，两节机车也可以分离作为两台四轴机车独立运行。机车持续功率6400千瓦，轴式为2×（Bo-Bo）。韶山4C型机车通过增加压铁，将轴重由23吨提高到25吨，机车总重200吨，牵引力比韶山4改型机车增加约10%。
韶山4C型电力机车的结构布置与韶山4改型、韶山4B型机车相同。机车车体为整体承载式结构，采用高强度低合金钢板全焊接结构，但由于机车重量提高导致车体承受应力增大，故适当提高了车体强度和刚度标准。机车内部结构采用双侧纵向内走廊、斜对称布置；机车车体中部设变压器室。机车通风冷却系统采用传统的车体侧大面积百叶窗通风方式。
机车行走部为四台两轴转向架，悬挂系统、牵引装置均沿用韶山4改型、韶山4B型机车的结构。一系悬挂采用轴箱螺旋弹簧与弹性定位的独立悬挂结构，配置油压减振器；二系悬挂采用橡胶堆支承加油压减振和摩擦减振的悬挂结构；采用中央低位斜拉杆推挽式牵引装置。此外，由于机车重量提高导致一系悬挂簧上重量增加，韶山4C型机车改用无孔整体辐板轮对，取代了过去使用的有孔辐板轮对，提高轮对承受应力的能力。
韶山4C型机车为交—直流电传动电力机车，主辅电路结构、整流调压方式与韶山4改型、韶山4B型机车基本相同。主电路采用以大功率晶闸管和二极管组成的不等分三段半控桥式整流调压电路，具有恒流、准恒速特性控制，并设有无级磁场削弱。每组机车装用8台ZD111型复励直流牵引电动机，与韶山7型、韶山7B型机车相同，取代了韶山4型、韶山4B型机车采用的ZD105、ZD114型串励直流牵引电动机。电机持续功率800千瓦，采用与韶山4B型、韶山7型相同的滚动抱轴承半悬挂方式、单侧刚性直齿传动。机车还具有加馈电阻制动、功率因数补偿、机车轴重转移补偿、防空转防滑行保护等功能。

## 参看
- 韶山4型电力机车
- 韶山4B型电力机车
- 韶山7B型电力机车
- 和谐1C型电力机车
- 东风7E型柴油机车
- 东风8B型柴油机车